# ناوان
مركز ناوان إحدى مراكز منطقة الباحة التابعة لمحافظة المخواة، تقع غرب مدينة الباحة وتبعد عنها قرابة 96 كم، ويعد مركز ناوان أكبر مركز في منطقة الباحة، من حيث المساحة، وتشتهر بواديها الكبير الذي يغذي العديد من الاودية الفرعيه ونشاط اهلها الزراعة ورعي الأغنام، ولديهم العديد من المحاصيل الزراعية مثل الذرة والدخن والبطيخ الصيفي والـمنقا ذو الجودة العالية، وشجر الموز وكذلك الليمون، ويشتهر مركز ناوان بكثرة مياهه الجوفية ويوجد به أول مركز صحي في قرى المخواة وكذلك مخفر شرطة ومركز للهيئة وكذلك مركز للدفاع المدني ومجمع مدارس ثانوي ومتوسطة وابتدائي بنين وبنات وابتدئيه ومتوسطه تحفيظ وروضه أطفال.

## موقعها
تقع ناوان غرب مدينة الباحة، وتحدها محافظة القنفذة من الجنوب والغرب والشمال، ومحافظة المخواة من الشرق والجنوب، ومحافظة قلوة من الشمال.

## القرى التابعة لها
تتبع ناوان 35 قرية صغيره واشهرها: الزبارة والحريقة والمساقة والحجروف الأسفل والحجروف الأعلى والمقاري وصباب والصهوة والعقدة والصفوق والحائط، والجدير بالذكر أن ناوان تعتبر همزة الوصل ونقطة التقاء بين منطقة الباحة ومنطقة مكة المكرمة، ويبلغ عدد سكانها حوالي 
عدد السكان6500